# Fox Island (Washington)

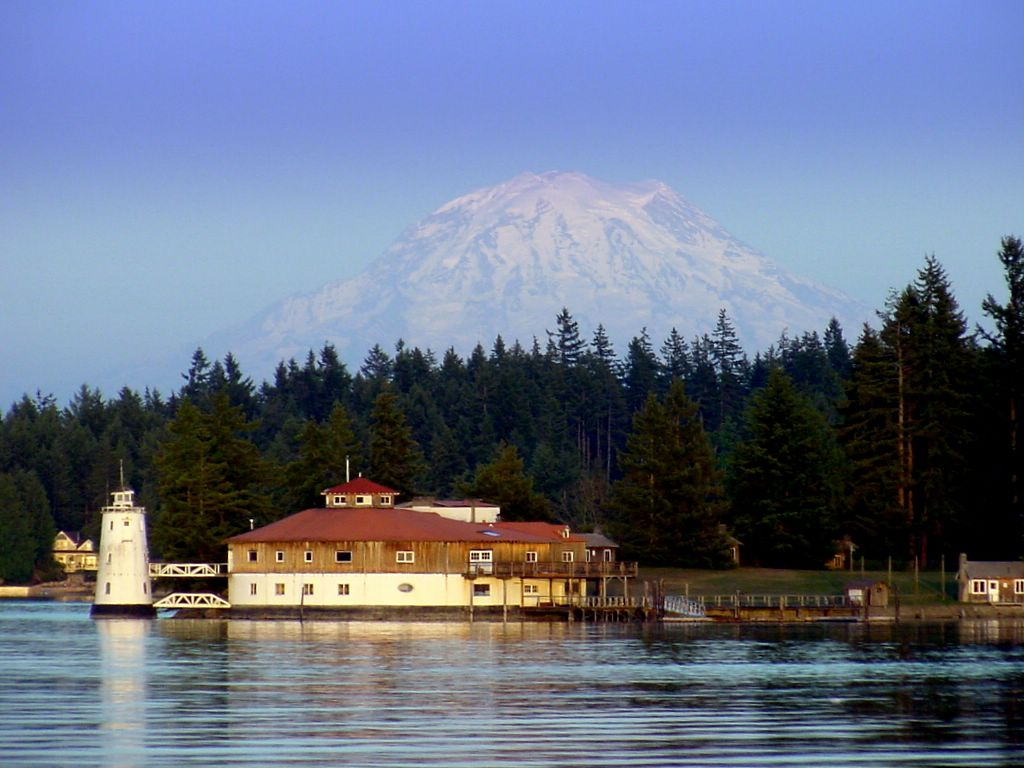
Fox Island

Fox Island es una isla y un lugar designado por el censo ubicado en el condado de Pierce, en el estado estadounidense de Washington. En censo del año 2010 tenía una población de 3.633 habitantes.

## Geografía
Fox Island se encuentra ubicado en las coordenadas 47°14′39″N 122°37′12″O / 47.24417, -122.62000.

## Demografía
Según la Oficina del Censo en 2000 los ingresos medios por hogar en la localidad eran de $69.135, y los ingresos medios por familia eran $72.284. Los hombres tenían unos ingresos medios de $61.208 frente a los $39.821 para las mujeres. La renta per cápita para la localidad era de $32.533. Alrededor del 3,2% de la población estaban por debajo del umbral de pobreza.